# 我的野蛮女友
《我的野蛮女友》（：／）是一部2001年上映的韩国爱情喜剧片，由车太铉和全智贤主演，郭在容執导。根据韩国一部颇为流行的網路小说改编而成，不仅是2001年度韩国十大卖座片亚军（全韩观众为4,852,845名），在亚洲其他地区也受到了相当程度的欢迎。由韩国歌手申昇勳演唱的主题曲《I Believe》也在东亚地区非常有影响力的经典歌曲，被范逸臣，孙楠等知名歌手翻唱。

## 故事介绍
故事分为三个部分。劇中以運動賽事的稱呼法，命名「前半戰」、「後半戰」、「延長戰」。

### 前半戰
牽牛是一個個性魯鈍天真的工程學院學生。有一晚，他接到母親來電，要他去探喪子的姨媽和結識一個女孩。就在赴約途中，他看到一個醉酒女孩，並救了差點墮軌的「她」（片中未出現女主角名字）。
在車廂中，牽牛認為「她」外表動人，但卻喝得爛醉，顯然不是理想對象。突然間，那女孩嘔吐在一老翁身上，並在昏倒前叫了牽牛「甜心」，老人只有把帳算在牽牛頭上，並命他好好照顧那女孩，牽牛只好把「她」帶到時鐘旅館，結果引起誤會，害得牽牛被警方拘留。然而，牽牛和這個女孩的命運卻交纏上了……
「她」雖然外表清純，但顯然蠻不講理，以虐待牽牛為樂，還編織藉口告訴牽牛的教授說自己懷孕，要去墮胎，讓教授同意牽牛缺課陪她，結果是去遊樂場遊玩。至於平時，打罵是家常便飯，令牽牛手足無措。「她」亦熱衷於劇本創作，經常寫天馬行空的故事，並逼令牽牛去讀。雖然「她」野蠻霸道，令牽牛透不過氣來，但為了撫平「她」心中的傷痛，牽牛決定與「她」發展下去！

### 後半戰
牽牛與那女孩一直發展著，直到牽牛與「她」的家長見面。他們對魯鈍的牽牛毫不欣賞。為此，「她」與父母還吵了一大架，牽牛只好與其分開冷靜。
直到一天，牽牛接到「她」的電話，要牽牛在她上課時送「她」一朵玫瑰，以慶祝相識一百天的紀念日。當「她」在台上演奏《帕赫貝爾的卡農變奏曲》，牽牛便在觀眾的注視下，慢慢走上台，送「她」一朵玫瑰，成為電影經典一幕。不過，在歡喜過後，「她」的家長再度要他們分手。
當牽牛相信他們將要完結時，「她」再次致電牽牛，告訴牽牛自己正在相親，並要求他立刻趕來。「她」把牽牛介紹給相親男，便去了洗手間。 期間，牽牛告訴了相親男「十誡」——與野蠻女友相處和使「她」快樂的十項建議，其後便不辭而別。當相親男向「她」覆述「十誡」時，「她」便一聲不發地衝出餐廳，欲追回牽牛。因為「她」知道，最了解她的，是牽牛。
當經歷了這重波折後，二人感情更進一步。不過，「她」為了某點原因，向牽牛提出分開一段時間，並提議用信寫下對對方的感覺。之後，二人把信放在時間囊，把它埋在山頂上的樹下，並相約兩年後，一同登山閱信。

### 延長戰
在這兩年間，牽牛努力改善自己。此外，他還在網上發表與「她」的愛情故事。那個故事最後得到電影公司青睞，成了電影劇本。
兩年後，牽牛到了山頂，可惜「她」並沒有上山，他只好獨自打開時間囊，讀了「她」的信，了解到「她」的過去。原來牽牛令「她」想起逝去的男朋友。而在和牽牛約會的同時，「她」亦常抽空陪伴那男朋友的母親。而那位母親亦希望介紹「她」一個好男孩，以沖淡「她」的哀傷……。
再過一年，「她」終於上了山頂。在山上，「她」聽了一個老人說的秘密，和讀了牽牛的信。「她」發覺「她」最愛的，是牽牛，不過，「她」始終找牽牛不著……之后，“她”与那已逝去的男朋友母亲相聚，而那母亲则介绍了她一直提到的好男孩，她的侄儿。原来他就是一直任由“她”打骂的牵牛！故事最后以牵牛和“她”悄悄牵手告终。

## 演員表
- 車太鉉 飾 牽牛（台湾配音：魏伯勤（DVD版本）、林協忠（纬来电影台）、馬伯強（LS TIME电影台）、香港配音：關信培）
- 全智賢 飾 「她」（台湾配音：魏晶琦（DVD版本）、許淑嬪（纬来电影台）、陶敏嫻（LS TIME电影台）、香港配音：楊千嬅）
- 金仁文（朝鲜语：김인문 (배우)） 飾 牽牛的父親（台湾配音：孫中台（DVD版本）、陳宏瑋（纬来电影台）、陳幼文（LS TIME电影台））
- 宋鈺宿 飾 牽牛的母親（台湾配音：鄭仁麗（DVD版本）、郭馨雅（纬来电影台）、石采薇（LS TIME电影台）、香港配音：陳安瑩）
- 韓振熙 飾 「她」的父親（台湾配音：李香生（DVD版本）、劉傑（纬来电影台）、官志宏（LS TIME电影台））
- 玄淑熙（朝鲜语：현숙희） 飾 「她」的母親（台湾配音：謝佼娟（DVD版本）、郭馨雅（纬来电影台）、陶敏嫻（LS TIME电影台））
- 梁金錫 飾 牽牛的姨媽、「她」逝去男友的母親
- 金日宇（朝鲜语：김일우 (1953년)） 飾 五胞胎（旅館主人、從業員、惡棍、守衛、站長）
- 徐東沅 飾 逃兵（台湾配音：符爽（DVD版本）、劉傑（纬来电影台）、李景唐（LS TIME电影台））

## 票房
台灣方面，最終全台票房為新台幣2200萬元。

## 奖项
得獎
- 2002年度韩国大钟奖最佳改编剧本，全智贤获最佳女主角奖，并与車太鉉一起获得最佳人气奖
- 韩国青龙奖—车太鉉获最佳男新人
- 2003年香港电影金像奖最佳亚洲电影

提名
- 日本电影学院奖最佳外语片提名

## 相关項目
- 《野蠻師姐》，由張赫及全智賢主演，於2004年上映的韓國電影，被視為《我的野蠻女友》的前傳。
- 《我的野蠻女友 (日本電視劇)》為日本翻拍的同名電視劇，由草彅剛及田中麗奈主演，於2008年4月在TBS頻道播放。
- 《Ugly Aur Pagli（英语：Ugly Aur Pagli）》（Ugly and Crazy）為寶萊塢翻拍的電影，由瑪莉卡·舒拉瓦及Ranvir Shorey（英语：Ranvir Shorey）主演，於2008年上映。
- 《My Sassy Girl（英语：My Sassy Girl (2008 film)）》為美國翻拍的同名電影，由伊麗莎·庫斯伯特及傑西·布萊佛（英语：Jesse Bradford）主演，於2008年8月26日在美國上映。
- 《Maa Iddhari Madhya》為Tollywood翻拍的電影，由Bharat及Videesha主演。
- 《Sano Sansar（英语：Sano Sansar）》為尼泊尔翻拍的同名電影，由Namrata Shrestha（英语：Namrata Shrestha）及Neer Shah（英语：Neer Shah）主演，於2008年912日在美國上映。
- 《我的野蛮女友2》為中國翻拍，由前作编剧：崔锡珉（韩国）、金浩植（韩国）担任，熊黛林、立威廉、何炅、冯媛甄、黄宗泽主演，於2010年11月5日上映。
- 《牽牛的夏天》為中國翻拍的電視劇，由彭于晏及張檬主演，於2012年5月26日在湖南衛視播放。
- 《我的新野蛮女友》為韓國和中國合拍的电影续集，由赵根植执导，宋茜、车太贤、藤井美菜、崔镇浩、裴晟祐等主演，于2016年4月22日在中国内地公映；韩语版于2016年5月5日在韩国上映。
- 《我的野蠻女友》為韓國翻拍的同名電視劇，2017年推出。

## 外部連結
- 我的野蠻女友官方網站 
- 互联网电影数据库（IMDb）上《我的野蛮女友》的资料（英文）